# 포스포프럭토키네이스-1
포스포프럭토키네이스-1(영어: Phosphofructokinase-1, PFK-1) (EC 2.7.1.11)은 해당과정에서 가장 중요한 조절 효소 중 하나이다. 포스포프럭토키네이스-1은 4개의 소단위체로 구성되고 많은 활성화제와 저해제에 의해 조절되는 알로스테릭 효소이다. 포스포프럭토키네이스-1은 과당 6-인산과 ATP를 과당 1,6-이중인산 및 ADP로 전환시키는 해당과정의 중요한 개입 단계(committed step)를 촉매한다. 해당과정은 혐기성 호흡 및 호기성 호흡에서의 기본적인 대사 과정이다. 포스포프럭토키네이스-1은 과당 6-인산을 과당 1,6-이중인산으로 전환시키는 ATP-의존적 인산화를 촉매하기 때문에 해당과정의 주요 조절 단계 및 속도 제한 단계 중 하나이다. 포스포프럭토키네이스-1은 알로스테릭 저해를 통해 해당과정을 조절할 수 있으며, 이러한 방식으로 세포는 세포의 에너지 요구에 따라 해당과정의 대사 속도를 증가시키거나 감소시킬 수 있다. 예를 들어, ADP에 대한 ATP의 비율이 높으면 포스포프럭토키네이스-1 및 해당과정이 저해된다. 진핵생물과 원핵생물에서 포스포프럭토키네이스-1 조절의 주요 차이점은 진핵생물에서 포스포프럭토키네이스-1은 과당 2,6-이중인산에 의해 활성화된다는 것이다. 과당 2,6-이중인산은 ATP에 의한 포스포프럭토키네이스-1의 저해를 대체하여 진핵생물이 글루카곤 및 인슐린과 같은 호르몬에 의한 조절에 더 큰 민감성을 갖도록 한다.

## 구조
포유류의 포스포프럭토키네이스-1은 근육(M), 간(L), 혈소판(P)의 세 가지 유형의 소단위체의 다른 조합으로 구성된 340 kD의 사량체이다. 포스포프럭토키네이스-1 사량체의 조성은 이 효소가 존재하는 조직의 유형에 따라 다르다. 예를 들어, 성숙한 근육은 M 동질효소만을 발현시키므로 근육의 포스포프럭토키네이스-1은 M4의 동종사량체로 구성된다. 간과 콩팥은 주로 L 동질효소를 발현시킨다. 적혈구에서 M 및 L 소단위체는 무작위적으로 사량체화되어 M4, L4 및 3가지 하이브리드 형태의 효소(ML3, M2L2, M3L)를 형성한다. 결과적으로 다양한 동질효소 풀의 동역학적 특성 및 조절 특성은 소단위체 구성에 의존적이다. 포스포프럭토키네이스-1의 활성 및 동질효소 함량의 조직 특이적 변화는 상이한 조직에 대해 관찰된 해당과정의 속도 및 포도당신생합성의 속도의 다양성에 크게 기여한다.
포스포프럭토키네이스-1은 알로스테릭 효소이며, 이량체의 이량체인 헤모글로빈과 유사한 구조를 가지고 있다. 각각의 이량체의 절반은 ATP 결합 부위를 갖는 반면, 다른 절반은 기질(과당 6-인산) 결합 부위와 별도의 알로스테릭 결합 부위를 가지고 있다.
사량체의 각각의 소단위체는 319개의 아미노산으로 구성되고, 2개의 도메인 중 하나는 기질인 ATP와 결합하는 도메인이며, 다른 하나는 과당 6-인산과 결합하는 도메인이다. 각각의 도메인은 β 배럴이며, α-나선으로 둘러싸인 원통형의 β-시트가 있다.
각 활성 부위로부터 각각의 소단위체의 반대쪽에는 이량체의 소단위체 사이의 계면에 있는 알로스테릭 부위가 존재한다. ATP와 AMP는 이 부위를 두고 경쟁한다. N-말단 도메인은 ATP와 결합하는 촉매 역할을 하며, C-말단은 조절 역할을 한다.

## 메커니즘
포스포프럭토키네이스-1은 알로스테릭 대칭 모델을 사용하여 활성을 기술할 수 있는 알로스테릭 효소로서, 효소적으로 비활성인 T 상태에서 R 상태로의 합치된 전이가 있다. 과당 6-인산은 T 상태의 효소가 아닌 R 상태의 효소에 높은 친화도로 결합한다. 포스포프럭토키네이스-1에 결합하는 모든 과당 6-인산 분자에 대해, 효소는 T 상태에서 R 상태로 점진적으로 전이한다. 따라서 과당 6-인산 농도 증가에 대한 포스포프럭토키네이스-1의 활성을 나타내는 그래프는 알로스테릭 효소와 전통적으로 관련된 시그모이드 곡선 형태를 나타낸다.
|  |

포스포프럭토키네이스-1은 포스포트랜스퍼레이스 부류에 속하며, ATP로부터 과당 6-인산으로의 γ-인산의 전이를 촉매한다. 포스포프럭토키네이스-1의 활성 부위는 ATP-Mg2+의 결합 부위와 과당 6-인산의 결합 부위를 둘 다 포함한다. 대장균의 포스포프럭토키네이스-1에서 기질의 결합과 관련된 일부 잔기들은 Asp127과 Arg171을 포함한다. 지오바실루스 스테아로테르모필루스(Geobacillus stearothermophilus)에서 곁사슬의 양전하로 하전된 Arg162 잔기는 과당 6-인산의 음전하로 하전된 인산기와 수소 결합을 형성하고, 이러한 상호작용은 T 상태에 비해 R 상태를 안정화시키고 과당 6-인산의 결합의 호모트로픽(homotropic) 효과를 부분적으로 담당한다. T 상태에서 효소의 입체 구조는 약간 변형되어 Arg162에 의해 이전에 차지되었던 공간이 Glu161로 대체된다. 인접한 아미노산 잔기 사이의 이러한 위치 교환은 과당 6-인산이 효소에 결합하는 것을 저해한다.
AMP 및 ADP와 같은 알로스테릭 활성화제는 알로스테릭 부위에 결합하여 효소의 구조적 변화를 유도함으로써 R 상태의 형성을 촉진시킨다. 유사하게 ATP 및 포스포엔올피루브산과 같은 저해제는 동일한 알로스테릭 부위에 결합하여 T 상태의 형성을 촉진하여 효소의 활성을 저해한다.
1번 탄소의 하이드록실 산소는 ATP의 β 인산에 친핵성 공격을 한다. 이들 전자는 ATP의 β 인산과 γ 인산 사이에 무수물 산소로 밀린다.

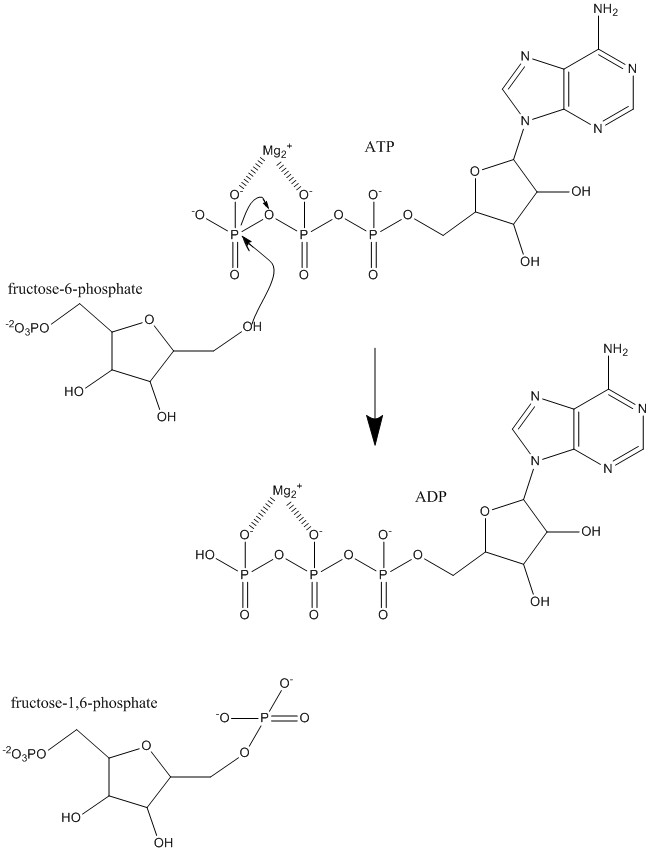
포스포프럭토키네이스-1의 작용 기작

## 조절
포스포프럭토키네이스-1은 포유류의 해당과정에서 가장 중요한 부위이다. 포스포프럭토키네이스-1이 촉매하는 단계는 생리학적 조건 하에서 고도로 에너지 방출성일 뿐만 아니라 개입단계, 즉 해당과정에 고유한 첫 번째 비가역적 반응이기 때문에 광범위한 조절의 대상이 된다. 이 단계는 포도당 및 다른 단당류인 갈락토스와 과당이 해당과정을 따라 대사되는 것을 정확하게 조절한다. 이 효소의 반응 전에, 포도당 6-인산은 잠재적으로 오탄당 인산 경로를 따라 대사되거나, 글리코젠 합성을 위해 포도당 1-인산으로 전환될 수 있다.
포스포프럭토키네이스-1은 높은 농도의 ATP에 의해 다른 자리 입체성 조절로 저해되지만, AMP에 의해 촉진된다. 따라서 세포의 ATP/AMP의 비율이 낮아지면 효소의 활성이 증가한다. 그러므로 에너지 소모량이 증가하면 해당과정이 촉진된다. 포스포프럭토키네이스-1은 기질이면서 저해제인 ATP에 대해 다른 친화도를 갖는 2개의 부위를 가지고 있다.
포스포프럭토키네이스-1은 또한 낮은 pH 수준에 의해 저해되어 ATP의 저해 효과를 증대시킨다. 근육이 혐기적으로 대사하여 과도한 양의 젖산을 생성할 때 pH가 낮아진다(비록 젖산이 pH 감소의 원인은 아니지만). 이러한 저해 효과는 너무 과도한 산의 축적으로 인한 손상으로부터 근육을 보호하는 역할을 한다.
마지막으로 포스포프럭토키네이스-1은 포스포엔올피루브산, 시트르산, ATP에 의해 다른 자리 입체적으로 저해된다. 포스포엔올피루브산은 해당과정의 보다 하위 단계에서 만들어지는 생성물이다. 시트르산 회로의 효소들이 최대 속도에 도달할 때 시트르산이 축적되지만, 정상적인 생리 조건에서 시트르산이 포스포프럭토키네이스-1을 저해하기에 충분한 농도로 축적되는지는 의문의 여지가 있다. ATP의 축적은 에너지 과잉 상태를 나타내며 포스포프럭토키네이스-1에 다른 자리 입체성 조절 부위가 있어서 포스포프럭토키네이스-1의 기질에 대한 친화력이 감소한다.
포스포프럭토키네이스-1은 고농도의 AMP에 의해 다른 자리 입체적으로 활성화되지만, 가장 강력한 활성화제는 과당 2,6-이중인산이며, 과당 2,6-이중인산도 또한 포스포프럭토키네이스-2에 의해 과당 6-인산으로부터 생성된다. 따라서 과당 6-인산이 풍부해지면 과당 2,6-이중인산의 농도가 높아지게 된다. 과당 2,6-이중인산이 포스포프럭토키네이스-1에 결합하게 되면 과당 6-인산에 대한 포스포프럭토키네이스-1의 친화성이 증가하게 되고, ATP의 억제 효과를 감소시키게 된다. 이것은 포도당이 풍부할 때 해당과정이 빨라지는 피드포워드 자극의 예이다.
포스포프럭토키네이스-1의 활성은 글루카곤에 의한 합성의 억제를 통해 감소된다. 글루카곤은 단백질 키네이스 A를 활성화시켜 포스포프럭토키네이스-2의 키네이스 활성을 차단한다. 이것은 과당 6-인산으로부터 과당 2,6-이중인산의 합성을 역방향으로 진행시켜 포스포프럭토키네이스-1을 불활성화시킨다.
포스포프럭토키네이스-1의 정확한 조절은 해당과정과 포도당신생합성이 동시에 일어나는 것을 방지한다. 그러나 과당 6-인산과 과당 1,6-이중인산 사이에는 낭비회로가 존재한다. 과당 1,6-비스포스파테이스(FBPase-1)는 과당 1,6-이중인산을 과당 6-인산으로 다시 가수분해하는 반응을 촉매하여, 이에 대한 역반응은 포스포프럭토키네이스-1에 의해 촉매된다. 해당과정이 일어나는 동안 약간의 과당 1,6-비스포스파테이스(FBPase-1)의 활성이 있으며, 포도당신생합성이 일어나는 동안 일부 포스포프럭토키네이스-1(PFK-1)의 활성이 있다. 이러한 회로는 ATP의 가수분해에 의한 열 발생 및 대사 신호의 증폭을 일으킨다.
세로토닌(5-HT)은 5-HT(2A) 수용체에 결합하여 포스포프럭토키네이스-1을 증가시켜 포스포프럭토키네이스-1의 티로신 잔기가 포스포라이페이스 C에 의해 인산화되도록 한다. 이것은 차례로 골격근 세포 내에서 포스포프럭토키네이스-1을 재분배시킨다. 포스포프럭토키네이스-1은 해당과정을 조절하는 효소이기 때문에, 포스포프럭토키네이스-1을 조절하는 세로토닌도 또한 해당과정의 조절에 관여한다.

## 유전자
사람에게는 다음과 같이 3가지 포스포프럭토키네이스 유전자가 있다.
- PFKL – 간
- PFKM – 근육
- PFKP – 혈소판

## 임상적 중요성
PFKM 유전자의 돌연변이는 포스포프럭토키네이스 결핍증을 야기하는데, 이는 에너지원으로 탄수화물을 사용하는 특정 유형의 세포가 손상되는 글리코젠 축적병이다.
포스포프럭토키네이스 결핍증은 근육 약화(근육병), 운동 유발 경련 및 경련, 미오글로빈뇨(소변에 미오글로빈이 존재하며, 이는 근육 파괴를 나타냄), 보상 용혈을 나타내는 글리코젠 축적병이다. ATP는 해당과정을 통한 ATP의 불필요한 생성을 방지하기 위해서 포스포프럭토키네이스-1의 천연적인 알로스테릭 저해제이다. 그러나 Asp(543)Ala에서의 돌연변이는 포스포프럭토키네이스-1의 억제성 알로스테릭 결합 부위에 대한 결합 증가로 인해 더 강한 저해 효과를 가질 수 있도록 한다.
포스포프럭토키네이스의 돌연변이 및 암: 암세포는 빠른 세포 생장과 분열로 인해 에너지 요구량이 많기 때문에 과활성화된 포스포프럭토키네이스-1을 가지고 있을 때 보다 효과적으로 생존한다. 암세포가 빠르게 생장하고 분열할 때, 초기에는 혈액의 공급량이 많지 않아서 저산소증(산소 결핍)을 일으킬 수 있으며, 이는 포스포프럭토키네이스-1의 Ser529에서 O-연결 N-아세틸글루코사민의 결합을 유발하여 암세포에 선택적 생장 이점을 제공한다. 이러한 변형은 포스포프럭토키네이스-1 높은 활성이 암에 필요하다는 견해와는 대조적으로 포스포프럭토키네이스-1 활성을 억제하고 암의 증식을 촉진한다. 이는 활성산소를 해독하기 위해 NADPH를 생성하는 포도당의 대사 흐름을 오탄당 인산 경로로 재설정하기 때문일 수 있다.
단순포진 및 포스포프럭토키네이스: 인간면역결핍 바이러스(HIV), 사람 거대세포 바이러스(HCMV), 마야로 바이러스를 포함한 일부 바이러스는 포스포프럭토키네이스-1 활성의 감염다중도(multiplicity of infection, MOI) 의존성 증가에 의한 해당과정과 같은 세포의 대사 경로에 영향을 미친다. 헤르페스가 포스포프럭토키네이스-1의 활성을 증가시키는 메커니즘은 효소의 세린 잔기를 인산화시키는 것이다. 단순헤르페스 바이러스-1(HSV-1)은 해당과정을 유도하여 바이러스의 복제에 중요한 ATP의 함량을 증가시킨다.

## 같이 보기
- 과당 6-인산
- 과당 1,6-이중인산
- 포스포프럭토키네이스-2 (PFK2)
- 이인산-과당 6-인산 1-포스포트랜스퍼레이스 (PFP)
- 과당 1,6-비스포스파테이스 (FBPase-1)